# Krobanówek
Krobanówek – osada w Polsce położona w województwie łódzkim, w powiecie zduńskowolskim, w gminie Zduńska Wola. Miejscowość wchodzi w skład sołectwa Krobanów.
1 stycznia 1973 część osady została włączona do Zduńskiej Woli.
W latach 1954–1968 wieś należała i była siedzibą władz gromady Krobanówek, po jej zniesieniu w gromadzie Zduńska Wola. W latach 1975–1998 miejscowość administracyjnie należała do województwa sieradzkiego.